# Latter Days
Albums de Led Zeppelin
Early Days
(1999) How the West Was Won
(2003)
Latter Days, est le volume 2 de la compilation Best of Led Zeppelin.

## Pistes
1. The Song Remains The Same
2. No Quarter
3. Houses Of The Holy
4. Trampled Underfoot
5. Kashmir
6. Ten Years Gone
7. Achilles Last Stand
8. Nobody's Fault But Mine
9. All My Love
10. In The Evening